# Monte Estoril
Monte Estoril é uma pequena localidade situada na zona mais alta e luxuosa das freguesias de Cascais e Estoril. Situada num local privilegiado da Linha de Cascais, tornou-se muito famosa pelas suas praias, casas senhoriais e pequenos palacetes, e por ser um local de eleição da classe alta nacional e internacional.

## História
O Monte Estoril teve origem no início do século XX, desenvolvendo-se a partir da construção dos caminhos de ferro que ligam a cidade de Lisboa à vila de Cascais. Com uma localização privilegiada e devido às suas bonitas paisagens, em 1910, ano da implantação da República Portuguesa, o Monte Estoril já era um local de eleição da aristocracia, e, posteriormente, com a Segunda Guerra Mundial, passou a ser refúgio de exilados políticos e local de eleição de muitos membros da realeza europeia. 

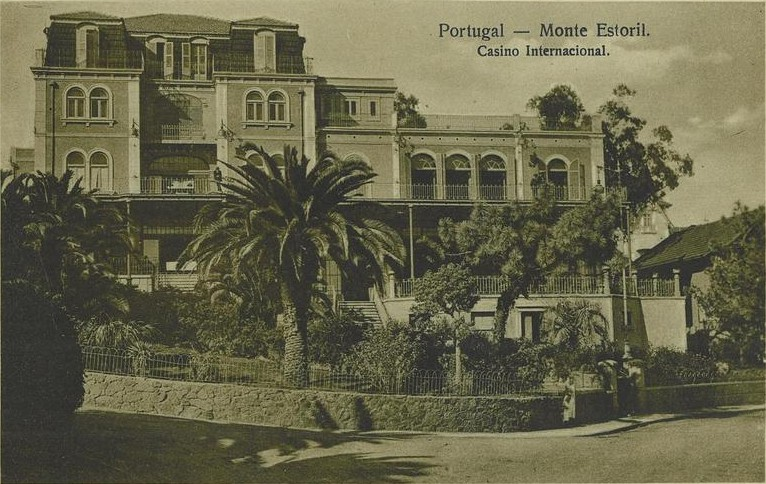
O Grande Casino Internacional do Monte Estoril (1920).

A sua arquitectura denota esta luxuosa história, congregando o Monte Estoril inúmeras casas apalaçadas, refúgios aristocráticos de Verão e ainda algumas obras de sonho, como é exemplo a Casa do Monte Estoril (construída em 1917 num estilo barroco joanino, produto acabado da "arquitectura de ostentação" que marcou este período e toda a Linha do Estoril), ou as vivendas Rey Colaço, Jorge Colaço e Batalha Reis e o Palácio Saint Julian’s. Foi nessa mesma época que surgiram os primeiros projectos de complexos turísticos e termais de luxo, atraindo cada vez mais visitantes à própria região.
O Jardim Carlos Anjos, dedicado àquele que foi um dos impulsionadores do desenvolvimento turístico do Monte Estoril, também conhecido por Jardim dos Passarinhos, encontra-se ainda hoje rodeado de hotéis de charme. Quanto ao paredão que separa a localidade do Monte Estoril das suas bonitas praias, este tornou-se numa das imagens de marca da região, conduzindo as pessoas de Cascais até São João do Estoril (Praia da Azarujinha), e está repleto de bares e restaurantes.
No Monte Estoril encontra-se também o Teatro Municipal Mirita Casimiro e o Museu da Música Portuguesa constituído pelo espólio de Fernando Lopes-Graça e Michel Giacometti, estando instalado na Casa-Museu Verdades de Faria, uma obra de Raúl Lino, conhecido como um dos principais arquitectos da região.

## Galeria

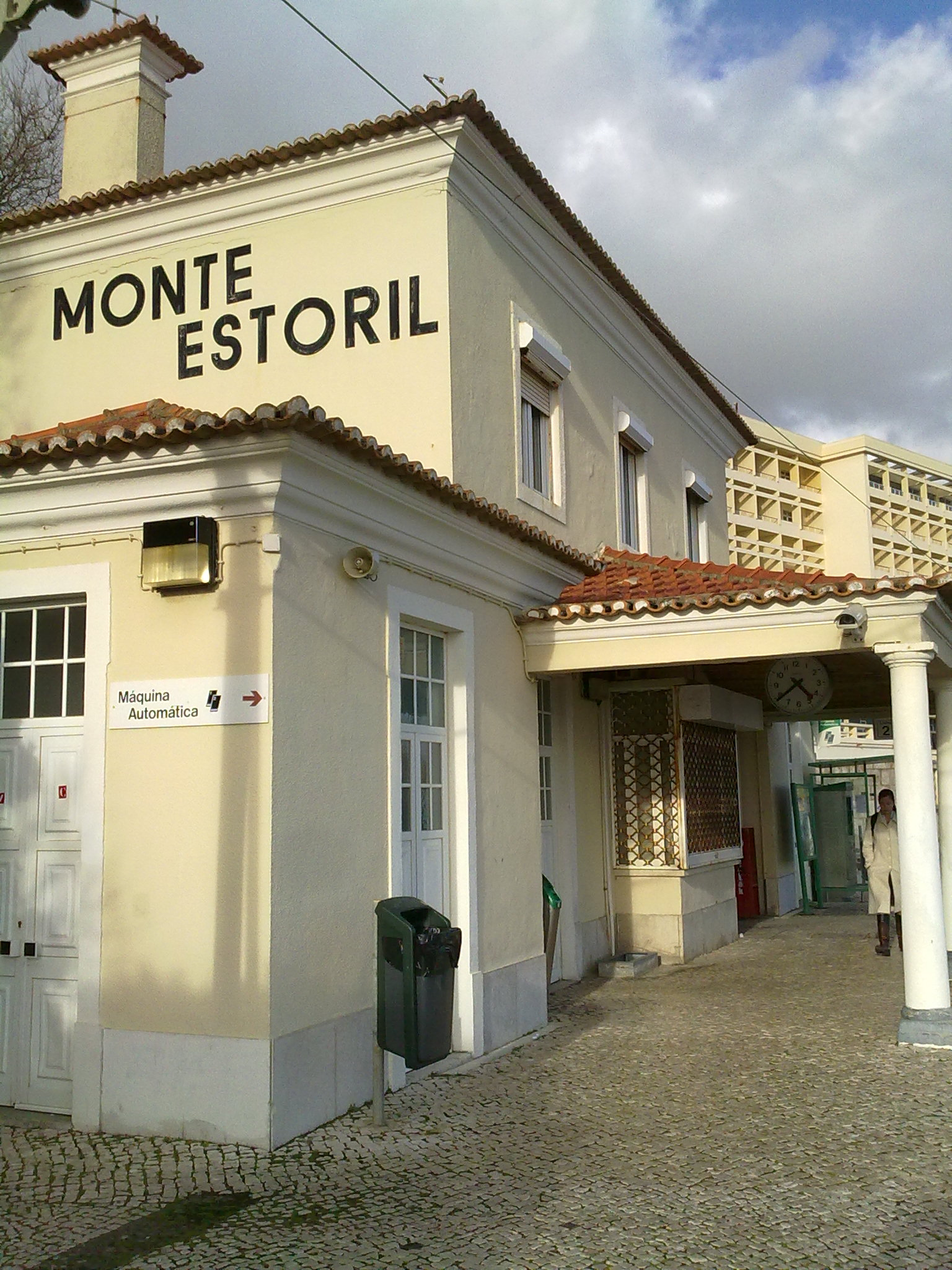
O edifício da Estação Ferroviária de Monte Estoril
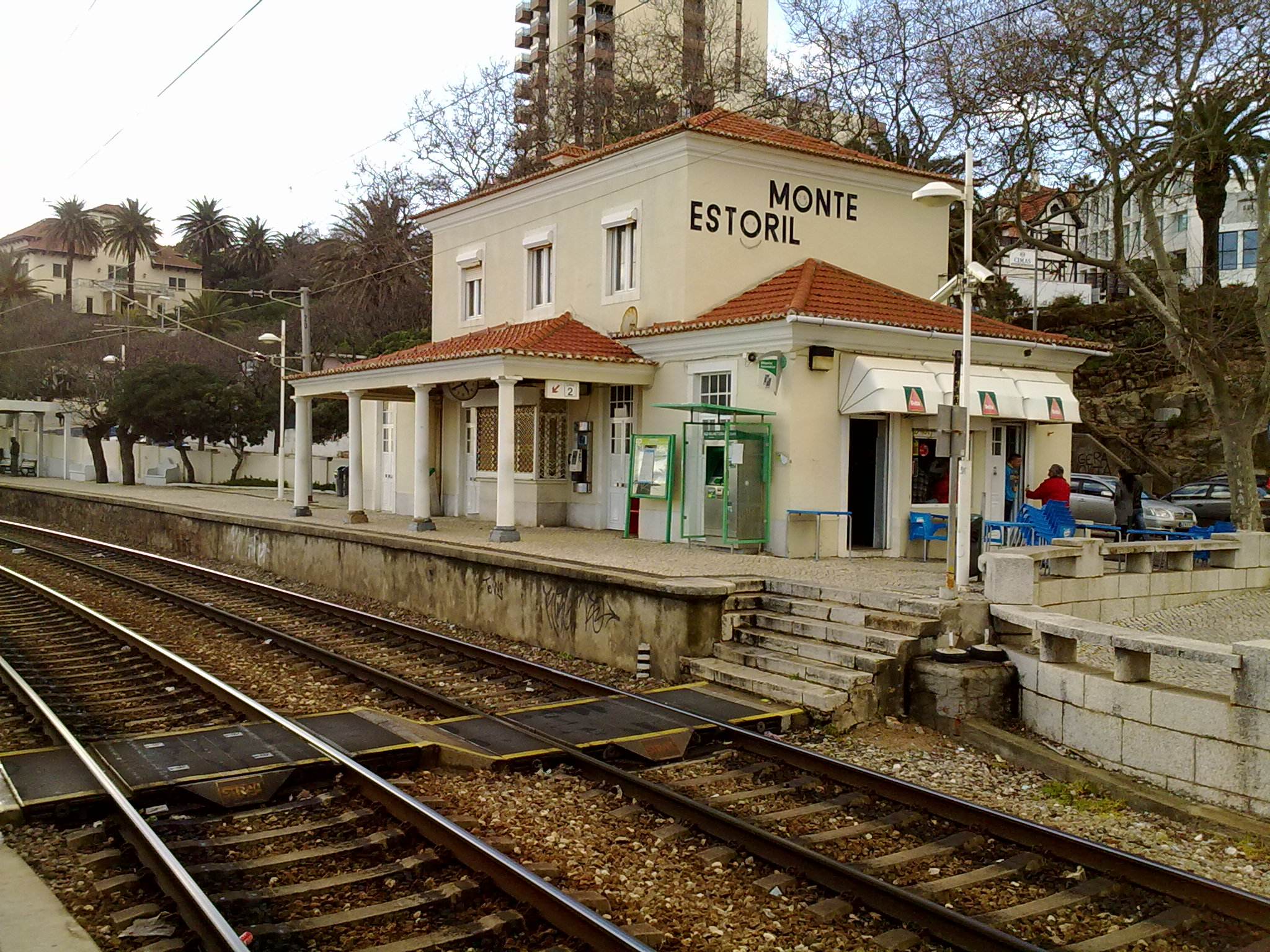
Vista geral da Estação do Monte Estoril
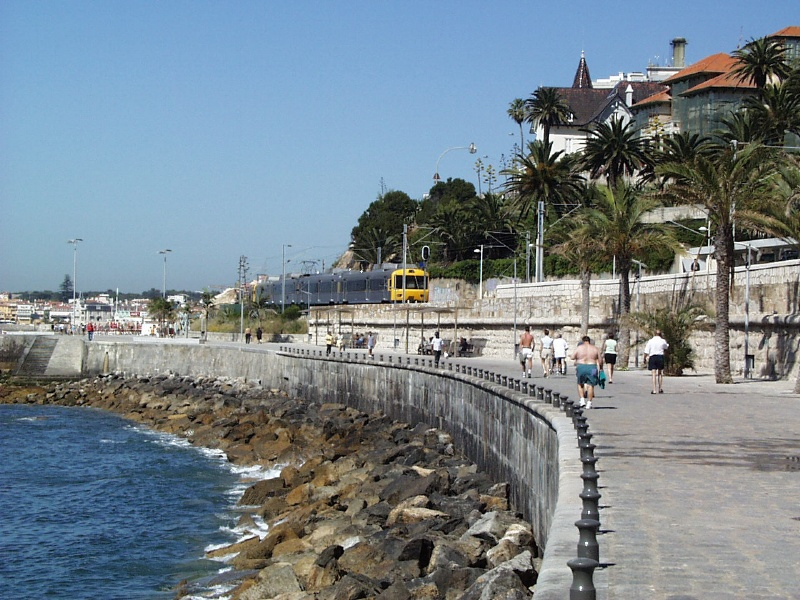
O paredão do Monte Estoril na direção de Cascais.
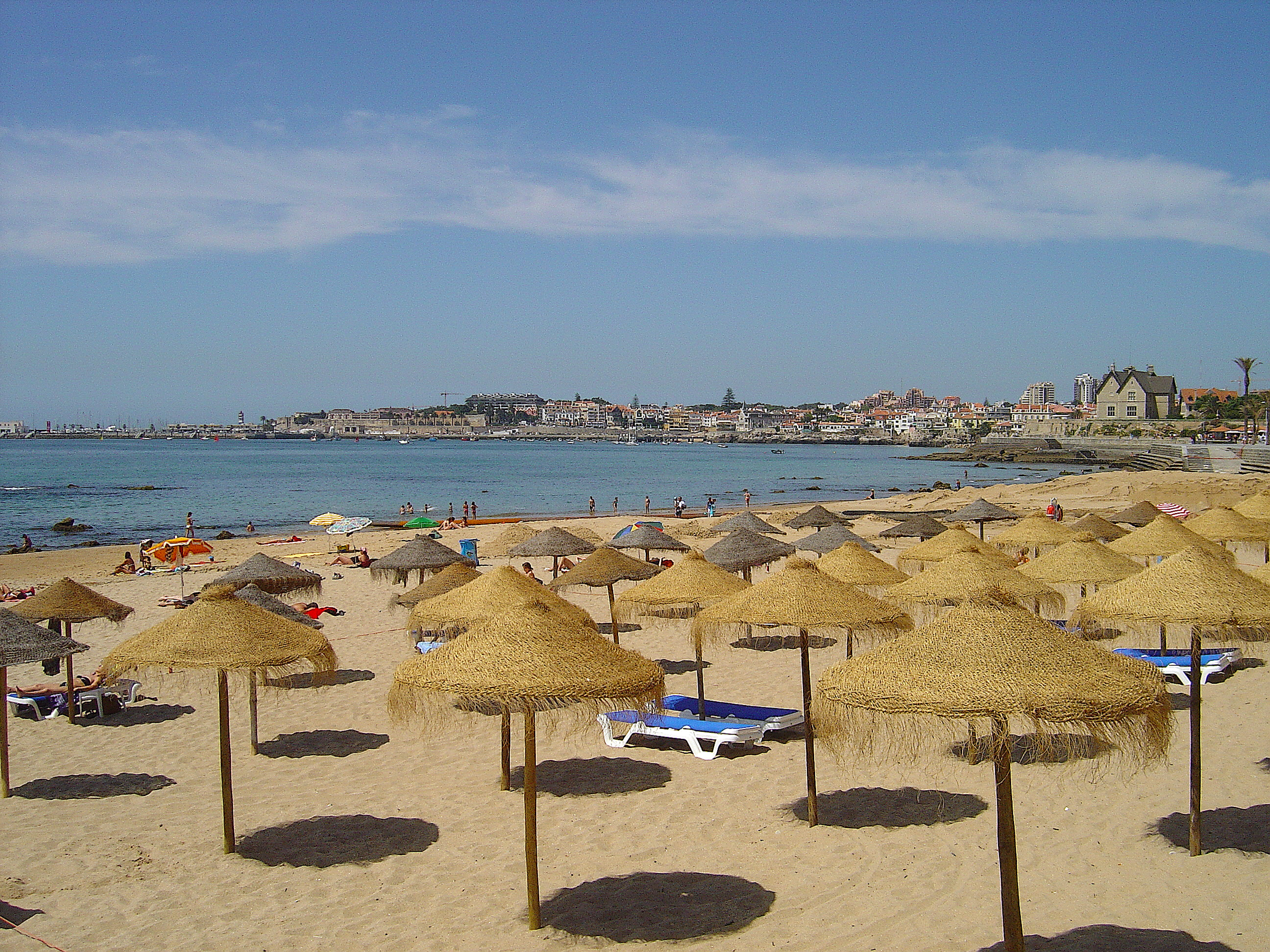
Vista geral da Praia da Rata (ou Praia das Moitas)

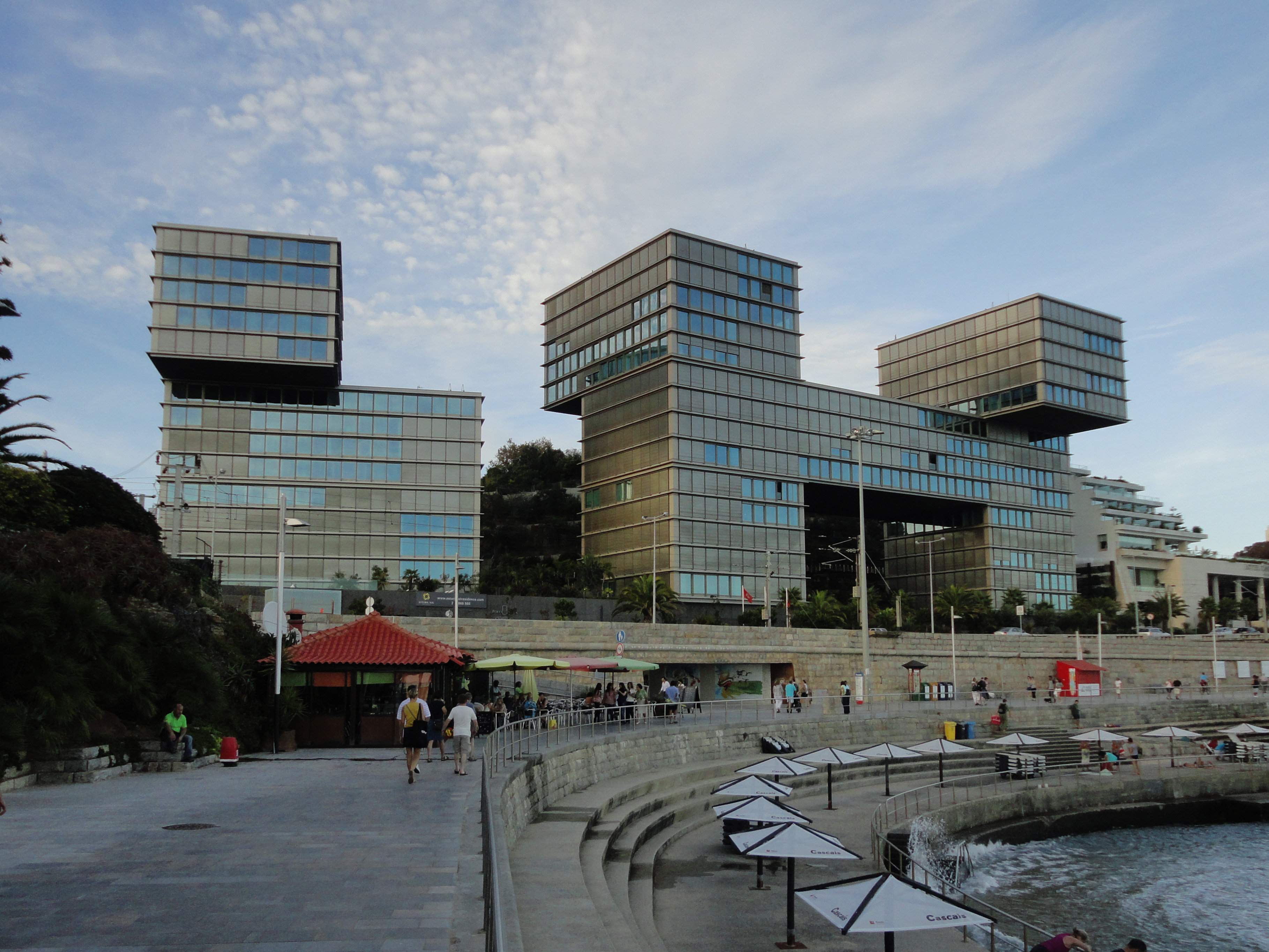
Estoril Sol Residence, atual edifício mais emblemático do Monte Estoril.
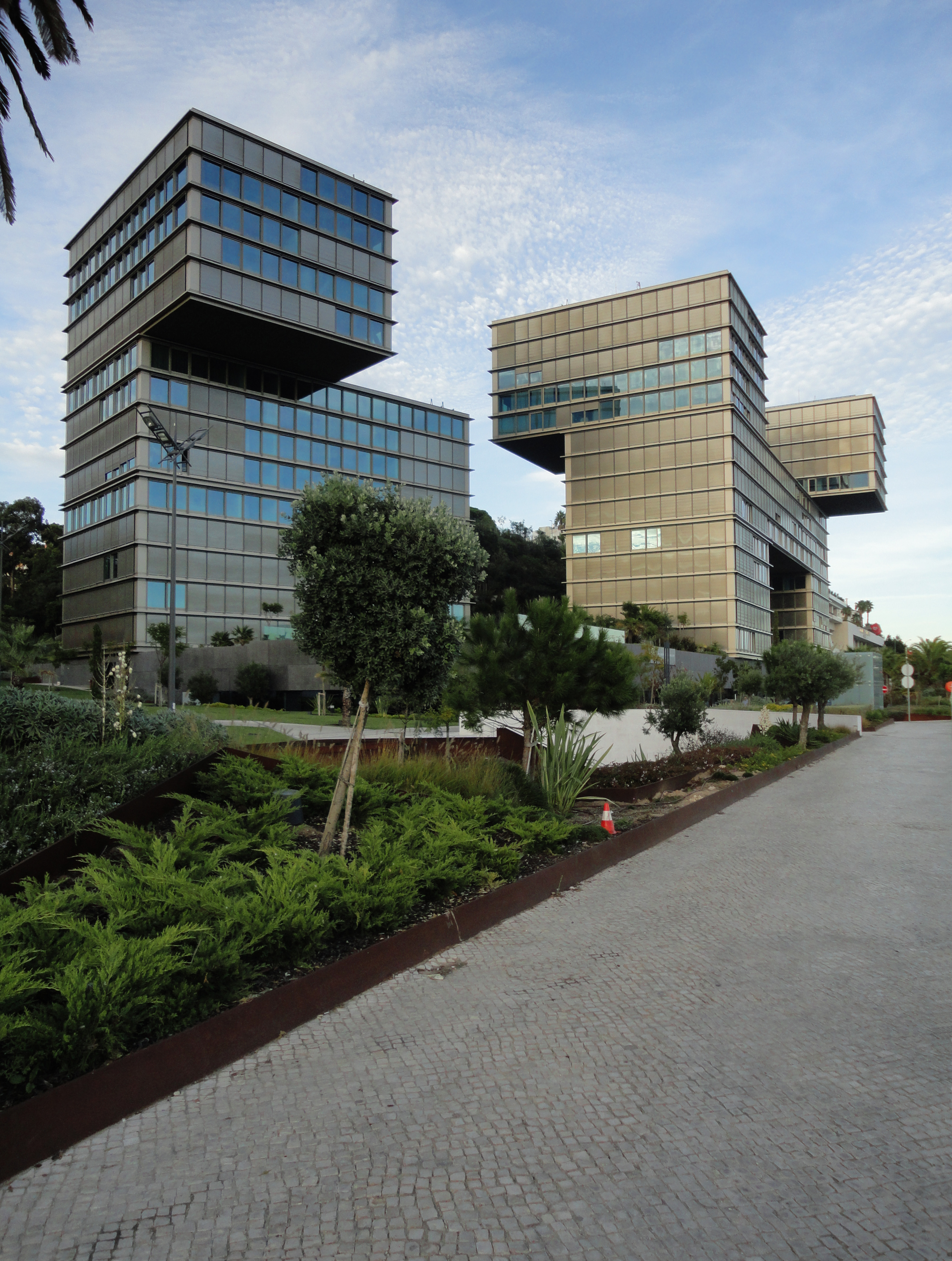
Estoril Sol Residence, atual edifício mais emblemático do Monte Estoril.
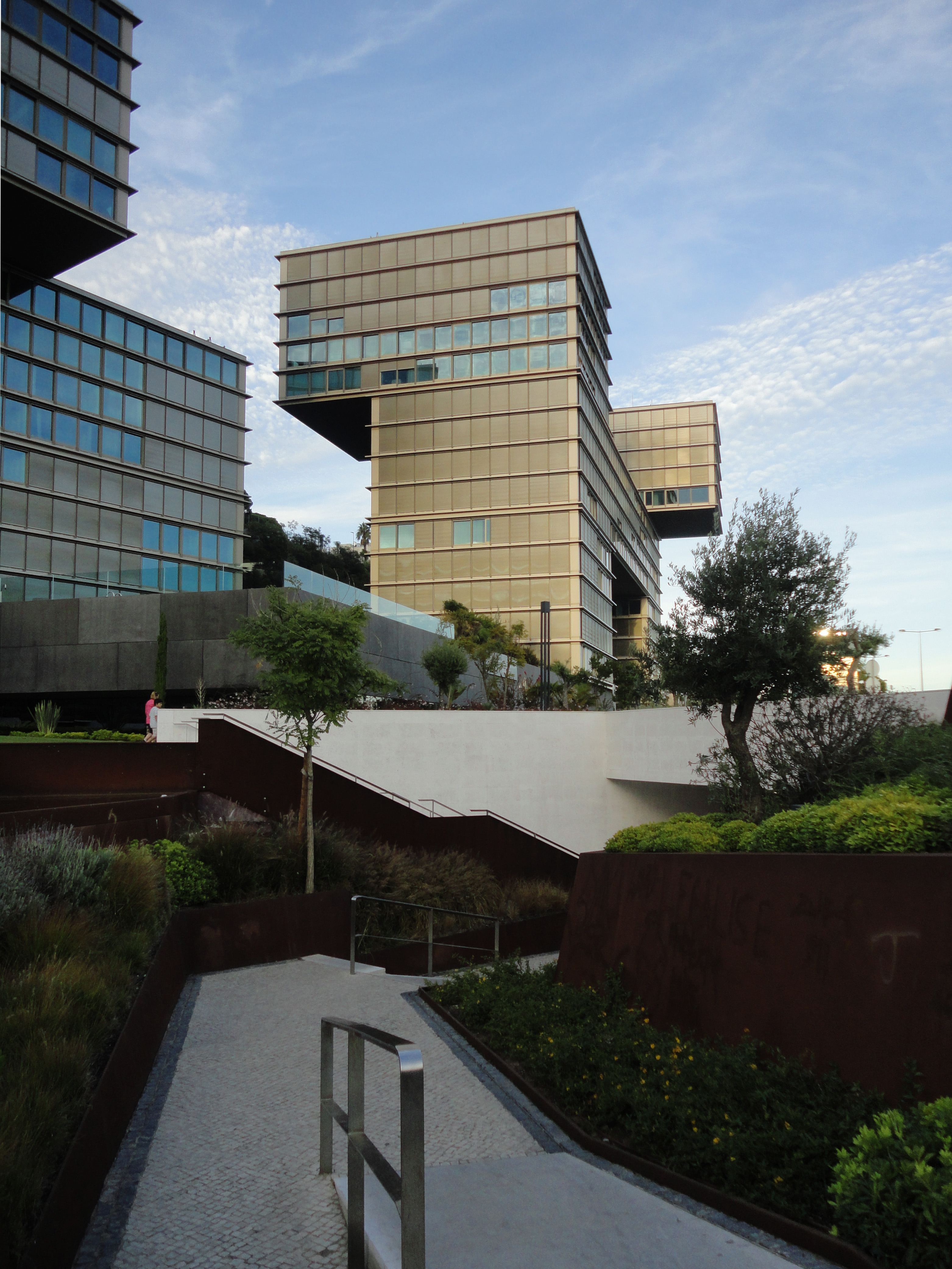
Estoril Sol Residence, atual edifício mais emblemático do Monte Estoril.
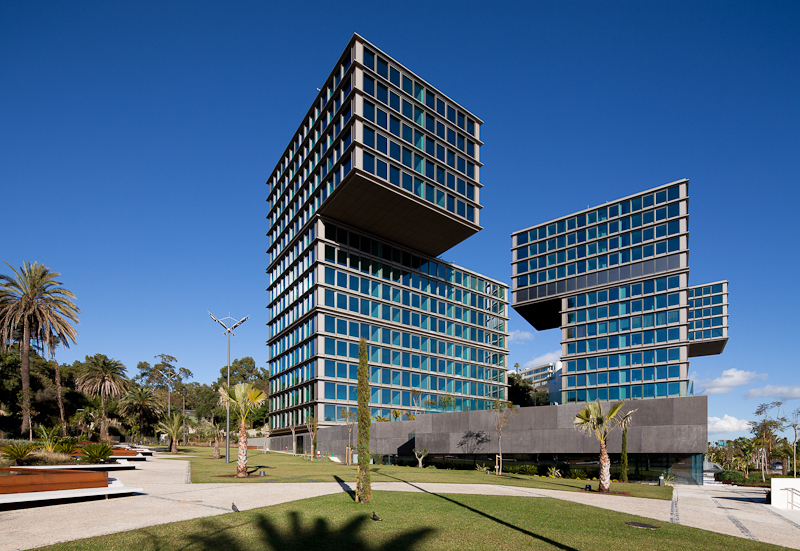
Estoril Sol Residence, atual edifício mais emblemático do Monte Estoril.